# Schloss Ober-Neundorf

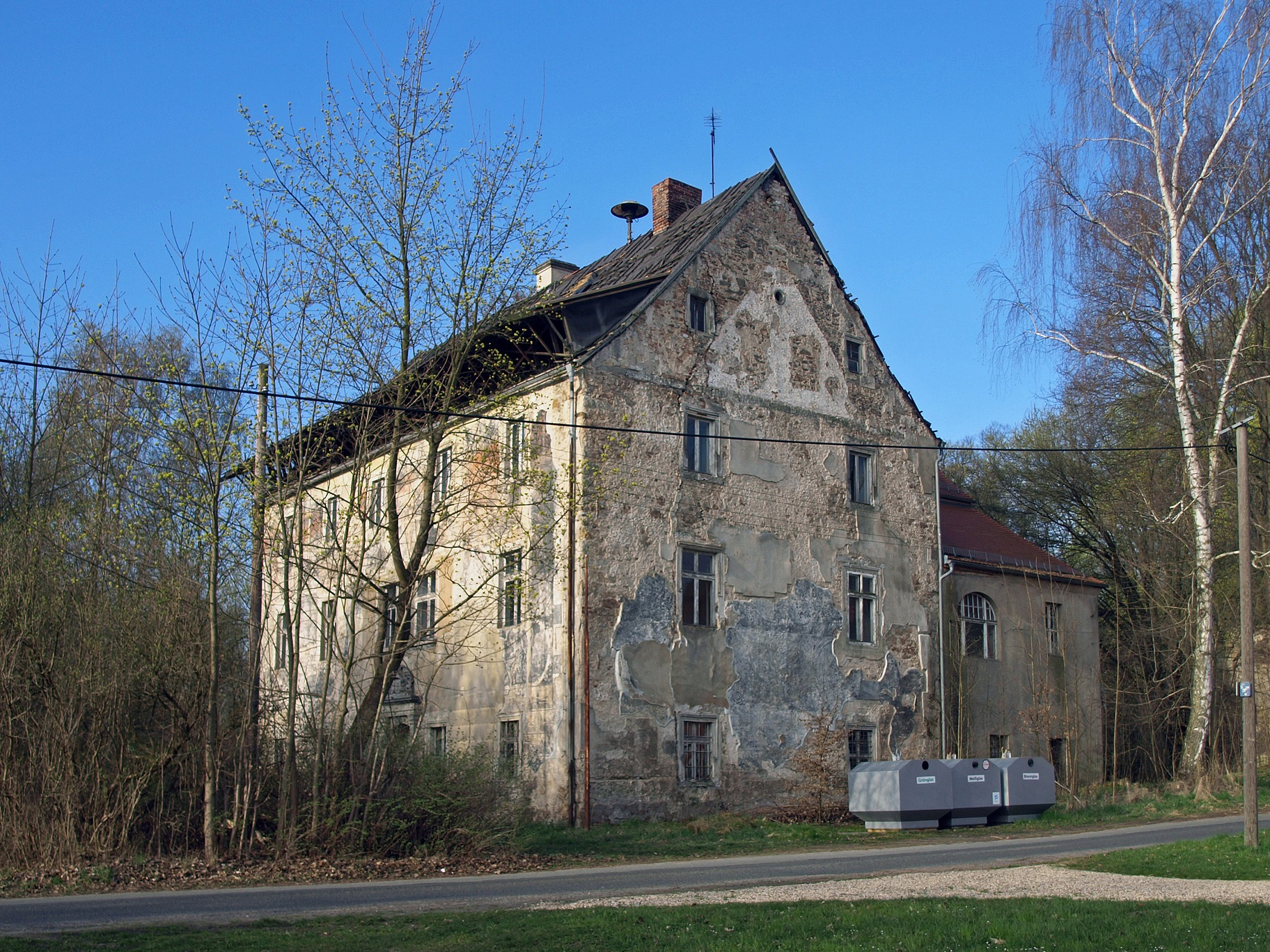
Schloss Ober-Neundorf vor Sanierungsbeginn (2015)

Das Schloss Ober-Neundorf ist ein Renaissanceschloss im Ortsteil Ober-Neundorf der Stadt Görlitz in der sächsischen Oberlausitz. Das in den 1570er Jahren errichtete Schloss diente als Herrensitz des Rittergutes Ober-Neundorf und steht heute aufgrund seiner künstlerischen sowie seiner bau- und ortsgeschichtlichen Bedeutung unter Denkmalschutz.

## Geschichte
Das Schloss Ober-Neundorf wurde in den 1570er Jahren unter damaligen Gutsbesitzern, der Familie von Warnsdorf, errichtet. Das zugehörige Rittergut wurde jedoch erst 1604 erstmals erwähnt. An der Stelle befand sich bereits vorher eine Burg, die von einem Erdwall bzw. einem Wassergraben umgeben war. Nach mehreren Besitzerwechseln wurde das Schloss um 1700 von Rosia Patientia von Gersdorff erworben, die das Gut bereits nach vier Jahren an die Familie von Schönberg verkaufte. Es kam in der folgenden Zeit zu mehreren Besitzerwechseln, darunter waren unter anderem die Familie von Haugwitz sowie kurz Friedrich von Martin. Letzte Eigentümerin wurde Olga Freifrau von Stein-Kochberg, geborene von Foerster, Ehefrau des Oberstleutnant Hans Freiherrn von Stein-Vietmannsdorf. Sie besaß den Herrensitz schon vor 1928, denn die Hochzeit ihrer ältesten Tochter Jutta mit dem nachmaligen Oberstleutnant Heinrich Freiherr von Lüttwitz fand auf Ober Neundorf statt. Kurz vor Kriegsende betrug die Gutsgröße 254. ha. 1945 wurden die Gutsbesitzer bei der Bodenreform in der Sowjetischen Besatzungszone enteignet.
Nach der Enteignung wurde das Schloss als Wohnraum genutzt. Nach der Wiedervereinigung kam es in den Besitz der Treuhandanstalt, die allerdings nur wenige Notsicherungsmaßnahmen durchführen ließ. Dabei wurde im Jahr 1991 die ehemalige Sgraffito-Fassade wiederentdeckt. Später kam das Schloss in Privatbesitz, verfiel jedoch weiter. 2015 wurden das Gebäude, das Kutscherhaus und ein Teil des Gutsparks von einer weiteren Privatperson gekauft, die mit Sanierungsmaßnahmen begann. Die Restaurierung des Schlosses finanziert sich unter anderem aus Spendengeldern. Seit dem weiteren Fortschreiten der Baumaßnahmen finden um das Schloss unter anderem Kulturveranstaltungen statt.

## Architektur
Das Schloss Ober-Neundorf ist ein dreigeschossiger Bau aus Bruchsteinmauerwerk mit fünf zu zwei Achsen auf einem T-förmigen Grundriss. Die Fassade ist mit Sgraffiti verziert, was in der Region eine seltene Besonderheit darstellt. Das Gebäude ist mit einem Satteldach mit fünf Fledermausgauben überzogen. Im 19. Jahrhundert erhielt das Schloss Schweifgiebel, alte Zeichnungen aus dem Jahr 1805 zeigen noch schlichte Giebel mit überstehendem Ortgang. In den 1960er Jahren mussten die durch Witterung stark beschädigten Schweifgiebel abgetragen werden und der ursprüngliche Zustand wurde wiederhergestellt. In der Mitte des Dachs befand sich ehemals ein Dachreiter mit Laterne und Spitzhelm, der ebenfalls in den 1960er Jahren abgetragen wurde. Die Fassade ist nicht symmetrisch, das Hauptportal liegt außermittig. Das Portal ist mit einem Architrav auf zwei Halbsäulen gerahmt. Der Architrav ist mit Beschlagwerkornamenten und Diamantquaderung verziert. Im zweiten Geschoss befindet sich über dem Portal eine Doppelfenstergruppe. Diese wurde erst nach dem 19. Jahrhundert eingebaut, zuvor befanden sich dort zwei einzelne Fenster.
Im Inneren sind die Räume mit schlichten Stuckdecken aus dem 18. Jahrhundert versehen, außerdem haben sich einige kassettierte Türen aus dem 19. Jahrhundert erhalten. Die Halle im Erdgeschoss ist dreijochig und kreuzgratgewölbt. Im ersten Obergeschoss befanden sich die Repräsentationsräume des Schlosses, im zweiten Obergeschoss befindet sich in der Diele eine Holzkassettendecke aus dem 16. Jahrhundert. In den Saal neben dem Treppenaufgang wurden nach 1945 Wände eingezogen. Das Schloss Ober-Neundorf wird zu allen Seiten von Wirtschaftsgebäuden gerahmt, die zu unterschiedlichen Zeiten entstanden sind.